# 傅潮
傅潮（？—？），字曰會，江西臨江府新喻縣人，民籍，明朝政治人物。

## 生平
江西鄉試第六十九名舉人。成化十七年（1481年）中式辛丑科三甲第七十六名進士。

## 家族
曾祖傅原顯；祖父傅汝器；父傅邦本，贈檢討。母簡氏（贈孺人）。